# Plexus veineux aréolaire
Le plexus veineux aréolaire (ou cercle périmamelonnaire ou cercle veineux de Haller) est le réseau veineux superficiel entourant l’aréole mammaire. Ce système se développe pleinement pendant la grossesse et devient visible en superficie de la zone périphérique de la glande mammaire.